# Betsukai

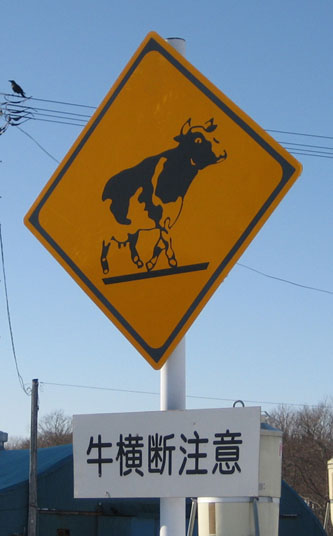
Signo de calle de cruce de vaca en Betsukai

Betsukai (別海町 Betsukai-chō?) es un pueblo ubicado en la subprefectura de Nemuro, Hokkaido, Japón. Al 30 de abril de 2017, la ciudad tenía una población estimada de 15 179, y un área de 1320,15 km2 (la segunda más grande en Hokkaidō). El pueblo es principalmente agrícola, con numerosas granjas lecheras. Comprende una parte de la región agrícola conocida como "Milk Land Hokkaido".

## Historia
- 1923 - Se combinan 6 villas, formando la villa de Betsukai.
- 1971 - La villa de Betsukai se convierte en pueblo.

## Clima
| Parámetros climáticos promedio de Betsukai (1991−2020 normals, extremes 1977−present) | Parámetros climáticos promedio de Betsukai (1991−2020 normals, extremes 1977−present) | Parámetros climáticos promedio de Betsukai (1991−2020 normals, extremes 1977−present) | Parámetros climáticos promedio de Betsukai (1991−2020 normals, extremes 1977−present) | Parámetros climáticos promedio de Betsukai (1991−2020 normals, extremes 1977−present) | Parámetros climáticos promedio de Betsukai (1991−2020 normals, extremes 1977−present) | Parámetros climáticos promedio de Betsukai (1991−2020 normals, extremes 1977−present) | Parámetros climáticos promedio de Betsukai (1991−2020 normals, extremes 1977−present) | Parámetros climáticos promedio de Betsukai (1991−2020 normals, extremes 1977−present) | Parámetros climáticos promedio de Betsukai (1991−2020 normals, extremes 1977−present) | Parámetros climáticos promedio de Betsukai (1991−2020 normals, extremes 1977−present) | Parámetros climáticos promedio de Betsukai (1991−2020 normals, extremes 1977−present) | Parámetros climáticos promedio de Betsukai (1991−2020 normals, extremes 1977−present) | Parámetros climáticos promedio de Betsukai (1991−2020 normals, extremes 1977−present) |
| Mes                                                                                   | Ene.                                                                                  | Feb.                                                                                  | Mar.                                                                                  | Abr.                                                                                  | May.                                                                                  | Jun.                                                                                  | Jul.                                                                                  | Ago.                                                                                  | Sep.                                                                                  | Oct.                                                                                  | Nov.                                                                                  | Dic.                                                                                  | Anual                                                                                 |
| ------------------------------------------------------------------------------------- | ------------------------------------------------------------------------------------- | ------------------------------------------------------------------------------------- | ------------------------------------------------------------------------------------- | ------------------------------------------------------------------------------------- | ------------------------------------------------------------------------------------- | ------------------------------------------------------------------------------------- | ------------------------------------------------------------------------------------- | ------------------------------------------------------------------------------------- | ------------------------------------------------------------------------------------- | ------------------------------------------------------------------------------------- | ------------------------------------------------------------------------------------- | ------------------------------------------------------------------------------------- | ------------------------------------------------------------------------------------- |
| Temp. máx. abs. (°C)                                                                  | 8.4                                                                                   | 9.9                                                                                   | 16.3                                                                                  | 27.3                                                                                  | 36.6                                                                                  | 34.7                                                                                  | 35.1                                                                                  | 35.4                                                                                  | 31.9                                                                                  | 25.5                                                                                  | 21.0                                                                                  | 14.2                                                                                  | '                                                                                     |
| Temp. máx. media (°C)                                                                 | -1.2                                                                                  | -0.9                                                                                  | 3.0                                                                                   | 9.3                                                                                   | 14.9                                                                                  | 17.8                                                                                  | 21.2                                                                                  | 22.8                                                                                  | 20.7                                                                                  | 15.5                                                                                  | 8.7                                                                                   | 1.6                                                                                   | 11.1                                                                                  |
| Temp. media (°C)                                                                      | -6.7                                                                                  | -6.5                                                                                  | -1.9                                                                                  | 3.6                                                                                   | 8.7                                                                                   | 12.3                                                                                  | 16.2                                                                                  | 18.1                                                                                  | 15.4                                                                                  | 9.5                                                                                   | 2.9                                                                                   | -3.8                                                                                  | 5.7                                                                                   |
| Temp. mín. media (°C)                                                                 | -13.6                                                                                 | -13.8                                                                                 | -7.7                                                                                  | -1.8                                                                                  | 3.1                                                                                   | 7.9                                                                                   | 12.4                                                                                  | 14.3                                                                                  | 10.5                                                                                  | 3.3                                                                                   | -3.2                                                                                  | -10.1                                                                                 | 0.1                                                                                   |
| Temp. mín. abs. (°C)                                                                  | -31.3                                                                                 | -33.7                                                                                 | -25.4                                                                                 | -14.2                                                                                 | -6.0                                                                                  | -2.7                                                                                  | 1.8                                                                                   | 4.1                                                                                   | -0.7                                                                                  | -7.0                                                                                  | -15.6                                                                                 | -23.8                                                                                 | '                                                                                     |
| Precipitación total (mm)                                                              | 38.2                                                                                  | 27.4                                                                                  | 55.2                                                                                  | 79.0                                                                                  | 107.2                                                                                 | 111.4                                                                                 | 121.9                                                                                 | 154.9                                                                                 | 184.2                                                                                 | 125.9                                                                                 | 79.0                                                                                  | 63.8                                                                                  | 1148.0                                                                                |
| Nevadas (cm)                                                                          | 84                                                                                    | 72                                                                                    | 75                                                                                    | 26                                                                                    | 1                                                                                     | 0                                                                                     | 0                                                                                     | 0                                                                                     | 0                                                                                     | 0                                                                                     | 11                                                                                    | 66                                                                                    | 330                                                                                   |
| Días de precipitaciones (≥ 1.0 mm)                                                    | 6.4                                                                                   | 5.0                                                                                   | 7.8                                                                                   | 9.0                                                                                   | 10.7                                                                                  | 9.7                                                                                   | 11.1                                                                                  | 12.1                                                                                  | 11.6                                                                                  | 9.4                                                                                   | 8.7                                                                                   | 7.9                                                                                   | 109.4                                                                                 |
| Días de nevadas (≥ 3 cm)                                                              | 10.1                                                                                  | 8.2                                                                                   | 8.6                                                                                   | 3.2                                                                                   | 0.2                                                                                   | 0                                                                                     | 0                                                                                     | 0                                                                                     | 0                                                                                     | 0                                                                                     | 1.4                                                                                   | 7.6                                                                                   | 39.3                                                                                  |
| Horas de sol                                                                          | 146.3                                                                                 | 150.4                                                                                 | 181.3                                                                                 | 163.6                                                                                 | 165.8                                                                                 | 132.0                                                                                 | 108.6                                                                                 | 117.4                                                                                 | 138.2                                                                                 | 158.0                                                                                 | 148.7                                                                                 | 143.7                                                                                 | 1756.0                                                                                |
| Fuente: Japan Meteorological Agency                                                   |                                                                                       |                                                                                       |                                                                                       |                                                                                       |                                                                                       |                                                                                       |                                                                                       |                                                                                       |                                                                                       |                                                                                       |                                                                                       |                                                                                       |                                                                                       |